# 이기수 (희극인)
이기수(1981년 9월 2일 ~ )은 대한민국의 희극 배우이다.

## 출연작

### 방송
- 개그공화국 (MBN)
- 웃찾사 (SBS)